# Église Notre-Dame de Lamourguier
L'église Notre-Dame de Lamourguier ou église Notre-Dame de la Mourguier est un ancien prieuré du bourg de Narbonne, dont seule subsiste l'église, désaffectée au culte et transformée en dépôt lapidaire de 1868 à 2018, et vacante depuis lors.

## Histoire
L'église de Sainte-Marie est citée dès 782, quand des témoins jurent dans cette église dans un jugement entre Milon, comte de Narbonne et Daniel, archevêque de Narbonne ; on sait qu'elle était au XIe siècle. entre les mains des Nicolaïtes, clercs hérétiques,. En 1078 ou 1086, elle fut affiliée comme prieuré régulier de l'ordre de Saint-Benoît à l'abbaye Saint-Victor de Marseille, prenant alors le nom de Beata Maria de la Morguia, Nostra Dona la Morguia ou Beata Maria de Monachia.
Au XVIe siècle, le prieuré est en pleine déshérence : en 1572, la messe n'y est plus célébrée ; en 1602, il n'y a plus que trois religieux, un prieur, un sacristain.
En 1662 l'archevêque de Narbonne François Fouquet, alors en exil à Alençon, poussa le prieuré à adhérer à la congrégation de Saint-Maur qui le restaura.
Après la Révolution les bâtiments du couvent sont sous administration militaire. De 1824 à 1889, ils servent de caserne, puis furent finalement détruits en 1902. Sur cette période, l'église abrite les magasins de l'armée, qui cohabiteront avec la collection lapidaire à partir de 1869. Elle est classée le 28 mars 1900.

### Le siège du Club de la Révolution

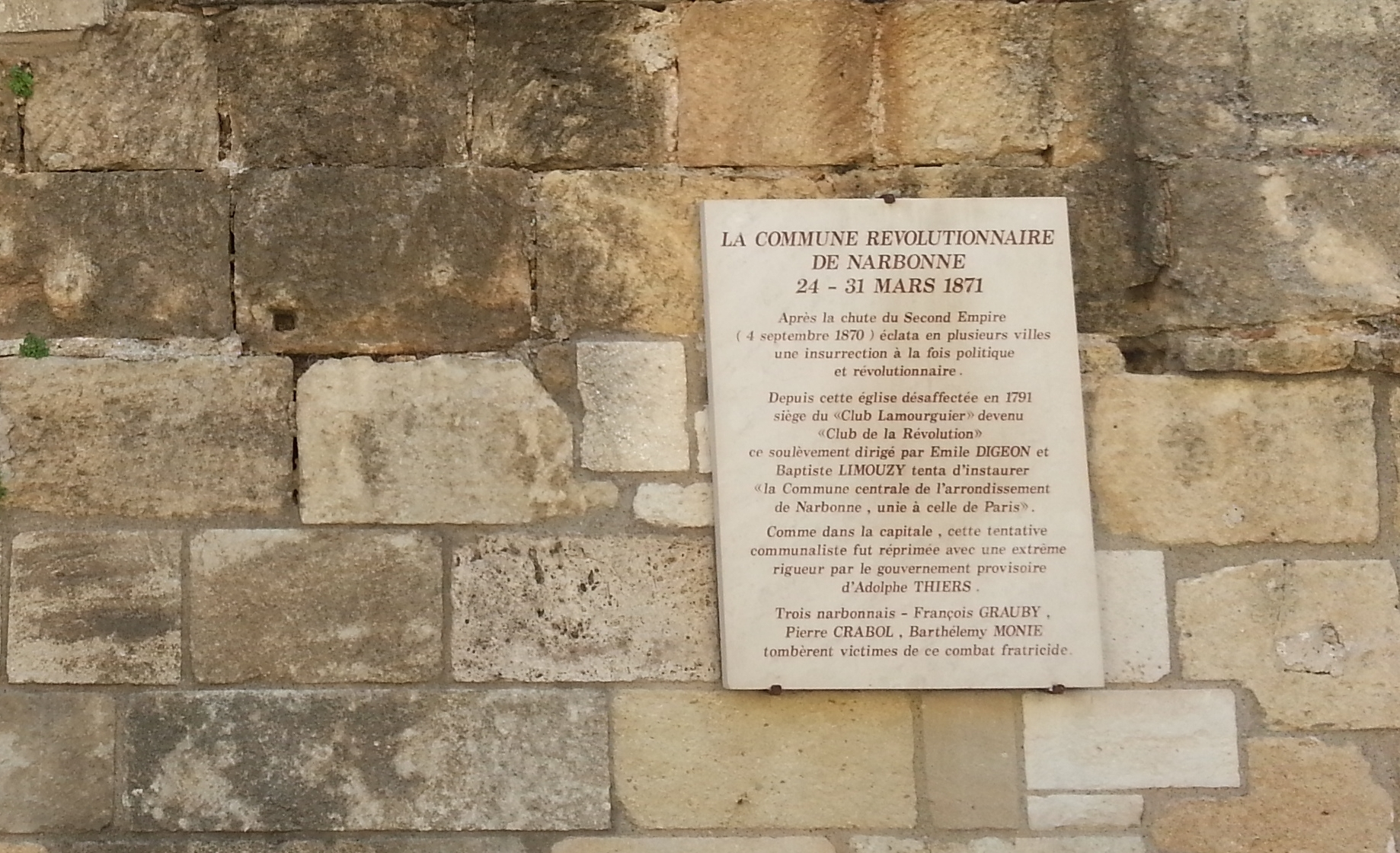
Plaque commémorative de la Commune de Narbonne, mur extérieur Sud

L'église est le siège du Club de la Révolution, entre le 24 et le 31 mars 1871, lors de la Commune centrale de l’arrondissement de Narbonne dirigée par Émile Digeon et Baptiste Limouzy. 

## La collection et le musée lapidaire (1868-2018)
Le bâtiment ne dut sa sauvegarde après 1868 (un bail est alors signé entre la ville et l'armée) qu'à son utilisation comme dépôt archéologique municipal pour conserver les divers blocs inscrits ou sculptés, stèles, colonnes et sarcophages extraits des remparts narbonnais lors de leur démolition ou mis au jour dans l'arrondissement.
Il sert depuis, par intermittence dans les premières décennies, de musée lapidaire et contient plus de 1 700 artéfacts archéologiques. Entre 2017 et 2018, les collections sont transférées au sein du futur musée régional de la Narbonne antique (Narbo Via),, où elles seront réunies avec les autres fonds archéologiques de la ville.

## Architecture
L'église, reconstruite au XIIIe siècle, est de style gothique méridional, plus précisément languedocien et catalan, caractérisé par une large nef unique, couverte d'une simple charpente soutenue par six arcs diaphragmes maçonnés, dont le premier comporte une rupture de courbe rare dans ce genre d'édifice, prenant appui sur des contreforts très saillants, entre lesquels s'ouvrent des chapelles latérales rectangulaires. Au-dessus circule une galerie, aménagée au XIVe siècle, qui traverse les doubleaux et communique avec un triforium surmontant les chapelles du chœur. L'abside du chœur à sept pans est voûtée d'ogives qui retombent sur des consoles abondamment sculptées. 
Une baie en plein cintre, sur le mur occidental, et le portail méridional semblent constituer les vestiges les plus anciens (fin XIIe siècle ?). À l'extérieur, le flanc sud porte une tour pourvue d'une tourelle pentagonale. Le chevet, accolé aux remparts, était crénelé et pouvait participer à la défense du bourg.

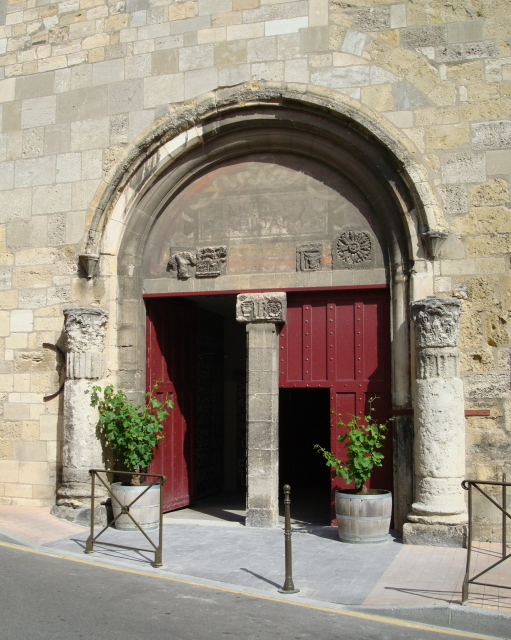
Le portail roman.
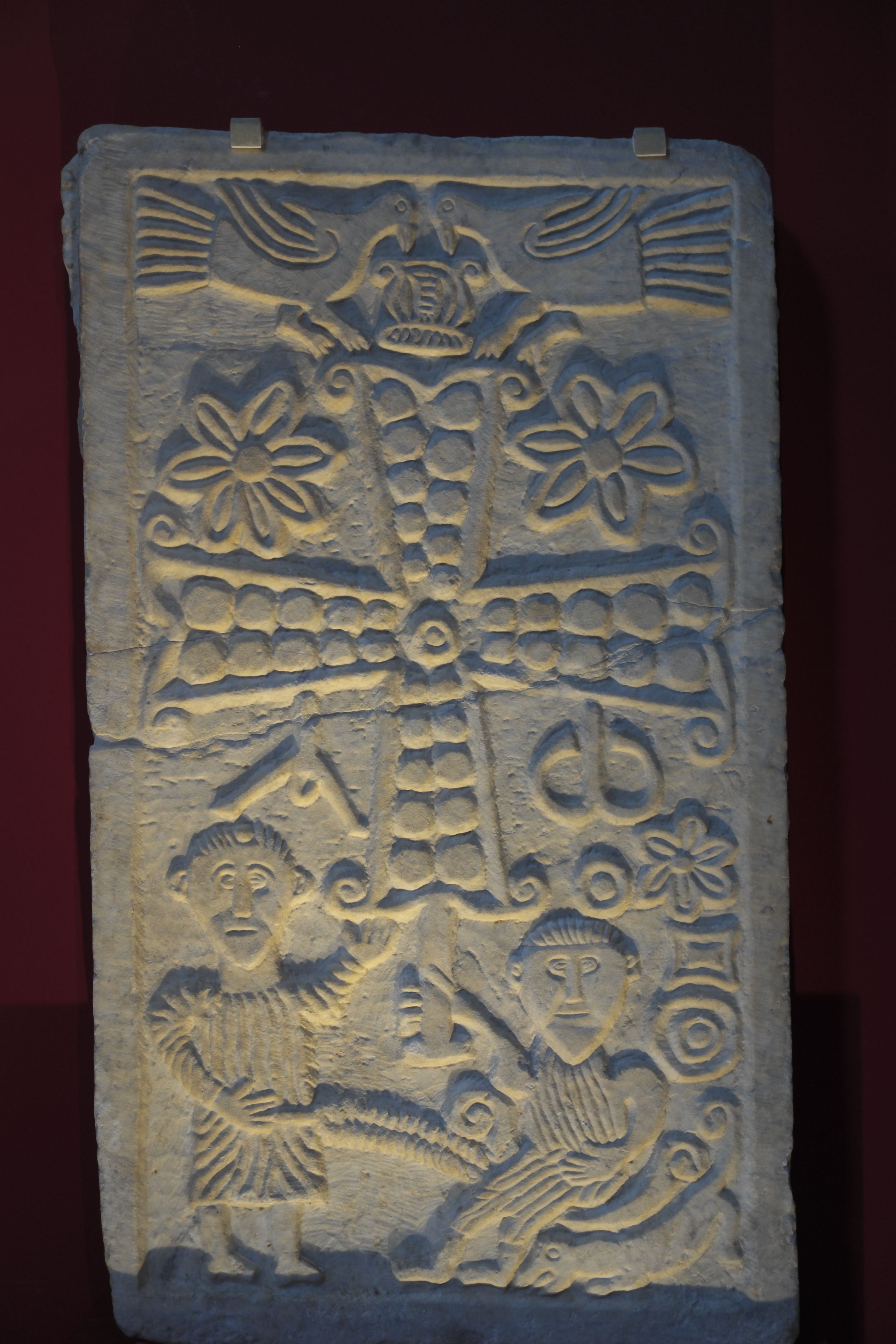
Stèle du VIIe siècle.
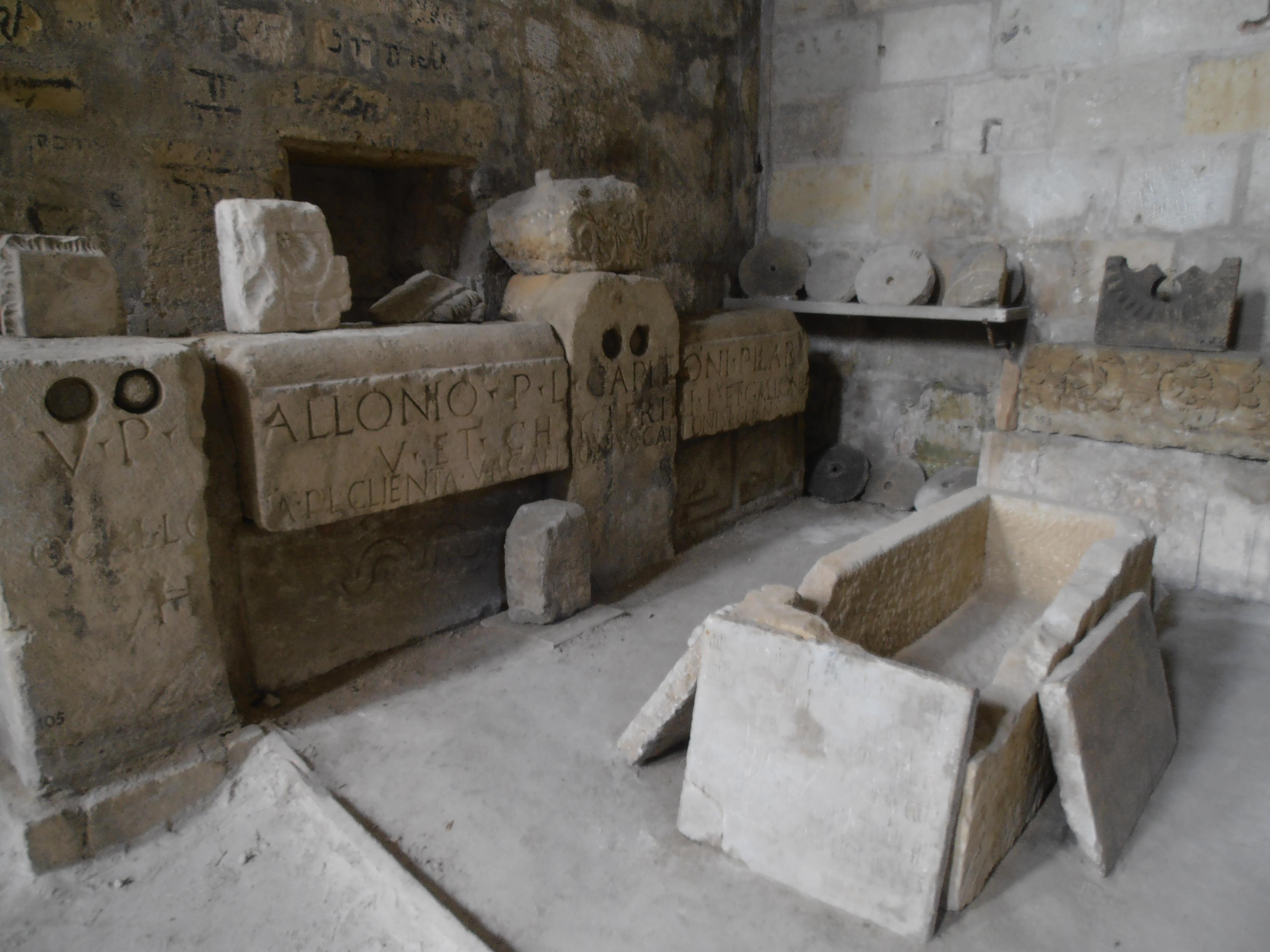
Divers éléments.

#### Histoire du bâtiment
- Jean-Marie Pérouse de Montclos (sous la dir.), Languedoc-Roussillon, le guide du patrimoine, Paris, Hachette, 1996, 606 p. (ISBN 2-01-242333-7).
- Yves Solier, Narbonne, monuments et musées, Paris, Imprimerie nationale, coll. « Guides archéologiques de la France », 1986, 147 p. (ISBN 2-11-080878-0).
- Jacques Thirion, « L'ancienne église de Lamourguier à Narbonne », dans Congrès archéologique de France. 112e session. Le Roussillon. 1954, Société française d'archéologie, Paris, 1955, p. 433-445
- Élie Griffe, Histoire religieuse des anciens pays de l'Aude, Éditions Auguste Picard, Paris, 1933, tome 1, Des origines chrétiennes à la fin de l'époque carolingienne, p. 157 (lire en ligne)
- Antoine Sabarthès, Dictionnaire topographique du département de l'Aude, Paris, Imprimerie nationale, 1912 (lire en ligne), p. 195 (s. v. « Lamourguier »).
- Louis Serbat, « L'église de Lamourguier », dans Congrès archéologique de France. 73e session. À Carcassonne et Perpignan. 1906, Société française d'archéologie, Paris, 1907, p. 98-101 (lire en ligne)

#### Commune de Narbonne
- 1871, la Commune à Paris et à Narbonne : exposition présentée aux Archives départementales de l'Aude du 22 novembre 2011 au 24 février 2012, sous la dir. de Sylvie Caucanas, Joëlle Laval et Claude-Marie Robion, Carcassonne, 2011  (ISBN 978-2-86011-038-9) (en ligne).
- Marc César, Mars 1871 : La Commune révolutionnaire de Narbonne, Sète, 2008  (ISBN 978-2-35478-020-3) (auteur de l'introduction au Colloque International : Regards sur la Commune de 1871 en France. Nouvelles approches et perspectives. Narbonne , Hôtel de Ville, 24-26 mars 2011).

#### Collection lapidaire
- Caroline Papin, « La collection lapidaire antique de Narbonne », dans Patrimoines du sud [revue numérique], Conseil régional de Languedoc-Roussillon-Midi-Pyrénées, 2015 (en ligne).
- Ambroise Lassalle et Caroline Papin, « Le Musée Régional de la Narbonne Antique (MuRéNA) : un nouveau lieu de valorisation du patrimoine », dans Patrimoines du sud [revue numérique], Conseil régional de Languedoc-Roussillon-Midi-Pyrénées, 2015 (en ligne).
- Léonce Berthomieu, « Notice sur le musée lapidaire de Lamourguié [sic] et son développement en 1875 », dans Bulletin de la Commission archéologique de Narbonne, 1876, p. 577-584 (en ligne).